# Drumium
| ❮ | System          | Serie        | Stufe        | ≈ Alter (mya) |
| ❮ | später          | später       | später       | jünger        |
| - | --------------- | ------------ | ------------ | ------------- |
| ❮ | K a m b r i u m | Furongium    | 10. Stufe    | 485,4 ⬍ 489,5 |
| ❮ | K a m b r i u m | Furongium    | Jiangshanium | 489,5 ⬍ 494   |
| ❮ | K a m b r i u m | Furongium    | Paibium      | 494 ⬍ 497     |
| ❮ | K a m b r i u m | Miaolingium  | Guzhangium   | 497 ⬍ 500,5   |
| ❮ | K a m b r i u m | Miaolingium  | Drumium      | 500,5 ⬍ 504,5 |
| ❮ | K a m b r i u m | Miaolingium  | Wuliuum      | 504,5 ⬍ 509   |
| ❮ | K a m b r i u m | 2. Serie     | 4. Stufe     | 509 ⬍ 514     |
| ❮ | K a m b r i u m | 2. Serie     | 3. Stufe     | 514 ⬍ 521     |
| ❮ | K a m b r i u m | Terreneuvium | 2. Stufe     | 521 ⬍ 529     |
| ❮ | K a m b r i u m | Terreneuvium | Fortunium    | 529 ⬍ 541     |
| ❮ | früher          | früher       | früher       | älter         |

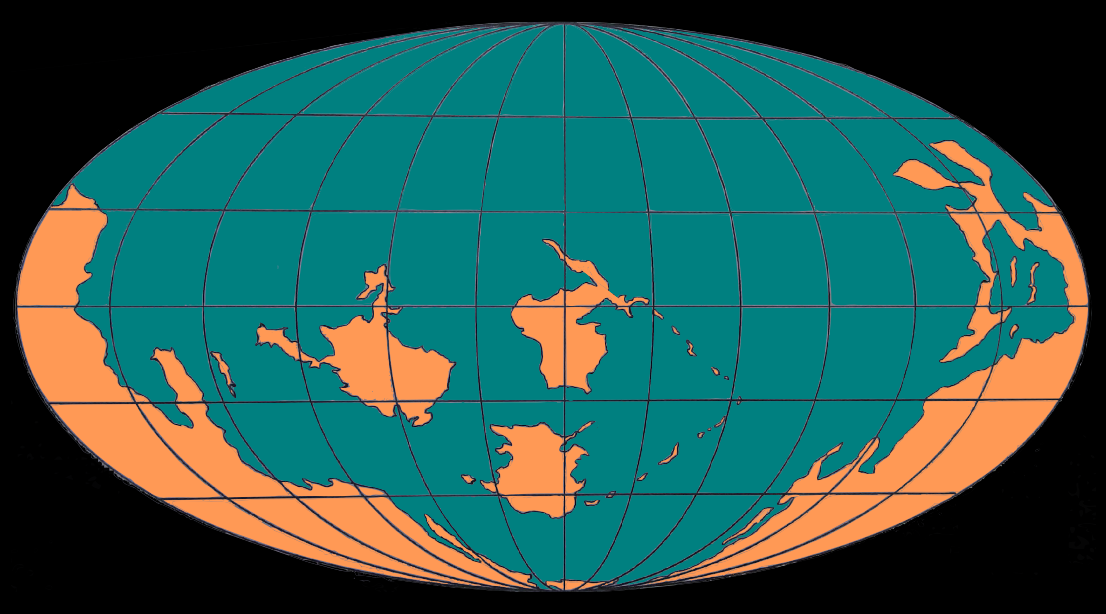
Eine Karte der Erde wie sie vor ca. 500 Millionen Jahren im späten Kambrium vermutlich ausgesehen hat

Das Drumium ist die mittlere chronostratigraphische Stufe des Miaolingiums, der dritten chronostratigraphischen Serie des Kambriums. Das Drumium folgt auf das Wuliuum und geht dem Guzhangium voraus. Die Drumium-Stufe dauerte von 504,5 Millionen Jahren bis 500,5 Millionen Jahren.

## Namensgebung und Geschichte
Die Stufe ist nach den Drum Mountains (Juab County, Utah, USA) benannt. Der Name wurde von einer Autorengruppe um Loren E. Babcock 2007 vorgeschlagen.

## Definition und GSSP
Die Untergrenze ist durch das Erstauftreten der Trilobiten-Art Ptychagnostus atavus definiert. Die Obergrenze bildet das  Erstauftreten der Trilobiten-Art Lejopyge laevigata. Der GSSP (Grenzstratotyp-Profil und Grenzstratotyp-Punkt) wurde in den Drum Mountains, Utah, USA festgelegt.